# Болдвин (Флорида)
Болдвин (енгл. Baldwin) град је у америчкој савезној држави Флорида. По попису становништва из 2010. у њему је живело 1.425 становника.

## Демографија
Према попису становништва из 2010. у граду је живело 1.425 становника, што је 209 (12,8%) становника мање него 2000. године.
| Група             | 2000.         | 2010.         |
| Белци             | 1.089 (66,6%) | 1.030 (72,3%) |
| Афроамериканци    | 505 (30,9%)   | 312 (21,9%)   |
| Азијати           | 14 (0,9%)     | 4 (0,3%)      |
| Хиспаноамериканци | 13 (0,8%)     | 32 (2,2%)     |
| Укупно            | 1.634         | 1.425         |